# Cascade Cycling Classic
La Cascade Cycling Classic est une course cycliste sur route par étapes américaine disputée dans l'Oregon. Elle comprend une course masculine, créée en 1979, et une course féminine, créée en 1986. C'est la course par étapes américaine ayant la plus grande longévité. Elle fait partie de l'USA Cycling National Racing Calendar.

## Histoire de la course
La Cascade Cycling Classic est créée à l'initiative de Mike Hollern, CEO de Brooks Resources Corp., une société immobilière de l'Oregon, inspiré par le Tour de Gastown disputé à Vancouver. Il convainc Gary Bonacker et Don Leet de faire organiser la course par la société Sunnyside Sports dont ils sont actionnaires.
La première édition de la course a ainsi lieu dans l'Oregon central en 1979. Elle porte cette année-là le nom de High Desert Museum Classic, afin de promouvoir le High Desert Museum, musée située près de Bend et au conseil d'administration duquel siège Hollern. La course est disputée sur deux jours et comprend trois étapes : un contre-la-montre de 5 miles sur le Lava Butte, le Downtown Criterium disputé à  Bend, et la course en ligne de 76 miles Deschutes Road Race.
Le Downtown Criterium et la Deschutes Road Race, renommée Cascade Lakes Road Race, existent toujours. La Cascade Classic s'est étoffée et est désormais disputée sur six étapes en six jours. Elle passe notamment par le col McKenzie et le col Santiam, dans la chaîne des Cascades. Elle a été déplacée au mois d'août, puis de juillet.
Plusieurs coureurs américains de renom se sont imposés sur la Cascade Classic : Alexi Grewal en 1982, Dale Stetina en 1983 et 1984, Bart Bowen en 1993, Jonathan Vaughters en 1997. En 1998, le lauréat est Lance Armstrong, de retour à la compétition après avoir guéri d'un cancer du testicule. Levi Leipheimer a gagné en 2008. Scott Moninger détient le record de victoires avec quatre succès, en 1999, 2000, 2001 et 2005.
Une course féminine a été créée en 1986. Elle n'a pas été disputée de 1991 à 1998 par manques de fonds et de compétitrices. Alison Sydor, Amber Neben, Kristin Armstrong s'y sont imposées.
La Cascade Classic est sponsorisée par Bend Memorial Clinic.

## Palmarès masculin
| Année | Vainqueur          | Deuxième             | Troisième            |
| ----- | ------------------ | -------------------- | -------------------- |
| 1979  | Todd Gogulski      |                      |                      |
| 1980  | Ron Hayman         |                      |                      |
| 1981  | Mark Cahn          |                      |                      |
| 1982  | Alexi Grewal       |                      |                      |
| 1983  | Dale Stetina       |                      |                      |
| 1984  | Dale Stetina       | Marcel Neiger        | Ron Hayman           |
| 1985  | David Zimbalman    |                      |                      |
| 1986  | Alan McCormick     |                      |                      |
| 1986  | Brian Walton       |                      |                      |
| 1988  | Todd Gogulski      | Nate Reiss           | Peter Davis          |
| 1989  | Mike Carter        | Greg Oravetz         | Mark Caldwell        |
| 1990  | Michael Engleman   | David Farmer         | Thurlow Rogers       |
| 1991  | Greg Oravetz       | Michael Engleman     | Nate Reiss           |
| 1992  | Cezary Zamana      | Herbert Niederberger | Michael Engleman     |
| 1993  | Bart Bowen         | Scott Moninger       | Andrzej Mierzejewski |
| 1994  | Michael Engleman   | Darren Baker         | Brian Walton         |
| 1995  | Michael Engleman   | Norman Alvis         | Bart Bowen           |
| 1996  | Marty Jemison      |                      |                      |
| 1997  | Jonathan Vaughters | Eddy Gragus          | Darren Baker         |
| 1998  | Lance Armstrong    | Scott Moninger       | David Clinger        |
| 1999  | Scott Moninger     | Floyd Landis         | David Clinger        |
| 2000  | Scott Moninger     | Steve Larsen         | Clark Sheehan        |
| 2001  | Scott Moninger     | Chris Horner         | Chris Wherry         |
| 2002  | Chris Wherry       | Burke Swindlehurst   | Danny Pate           |
| 2003  | Tom Danielson      | Jonathan Vaughters   | Chris Wherry         |
| 2004  | Michael Creed      | Jeff Louder          | Michael Sayers       |
| 2005  | Scott Moninger     | César Grajales       | Jeff Louder          |
| 2006  | Chris Wherry       | Jeff Louder          | Serguei Lagutin      |
| 2007  | Phil Zajicek       | Christopher Baldwin  | Ben Jacques-Maynes   |
| 2008  | Levi Leipheimer    | Darren Lill          | Jeff Louder          |
| 2009  | Óscar Sevilla      | Francisco Mancebo    | Jeff Louder          |
| 2010  | Rory Sutherland    | Benjamin Day         | Darren Lill          |
| 2011  | Francisco Mancebo  | Lachlan Morton       | Jeremy Vennell       |
| 2012  | Francisco Mancebo  | Carter Jones         | Lawson Craddock      |
| 2013  | Serghei Tvetcov    | Joey Rosskopf        | Chad Haga            |
| 2014  | Serghei Tvetcov    | Andrés Miguel Díaz   | Tom Zirbel           |
| 2015  | Dion Smith         | Robin Carpenter      | Gavin Mannion        |
| 2016  | Robin Carpenter    | Lachlan Morton       | Evan Huffman         |
| 2017  | Robin Carpenter    | Gavin Mannion        | Evan Huffman         |
| 2018  | Annulée            |                      |                      |
| 2019  | Travis McCabe      | Zachary Nehr         | Alex Hoehn           |

## Palmarès féminin
| Année     | Vainqueur                  | Deuxième                   | Troisième                  |
| --------- | -------------------------- | -------------------------- | -------------------------- |
| 1986      | Robin Sewell               |                            |                            |
| 1987      | Alison Sydor               |                            |                            |
| 1988      | Phyllis Hines              | Sara Neil                  | Louisa Jenkins             |
| 1989      | Catherine Hart             |                            |                            |
| 1990      | Sally Zack                 | Martha Wavrin              | Teresa Williams            |
| 1991-1998 | Non-disputée               |                            |                            |
| 1999      | Stacey Peters              | Emily Thurston             | Rydeen Stevens             |
| 2000      | Kimberley Bruckner-Baldwin | Anke Moore                 | Julie Young                |
| 2001      | Amber Neben                | Nicole Demars-Gingles      | Kimberley Anderson-Smith   |
| 2002      | Kimberley Bruckner-Baldwin | Heather Albert-Hall        | Leah Goldstein             |
| 2003      | Lyne Bessette              | Heather Albert-Hall        | Kristin Johnson            |
| 2004      | Christine Thorburn         | Lynn Gaggioli              | Kimberley Bruckner-Baldwin |
| 2005      | Kristin Armstrong          | Kimberley Bruckner-Baldwin | Kori Kelley-Seehafer       |
| 2006      | Kristen LaSasso            | Kristin Armstrong          | Dorothy Cowden-Bausch      |
| 2007      | Annulée                    |                            |                            |
| 2008      | Kristin Armstrong          | Christine Thorburn         | Julie Beveridge            |
| 2009      | Evelyn Stevens             | Amber Pierce               | Alison Powers              |
| 2010      | Mara Abbott                | Catherine Cheatley         | Erinne Willock             |
| 2011      | Janel Holcomb              | Anne Samplonius            | Clara Hughes               |
| 2012      | Alison Powers              | Carmen Small               | Megan Guarnier             |
| 2013      | Kristin McGrath            | Claudia Lichtenberg        | Mara Abbott                |
| 2014      | Lauren Stephens            | Amber Neben                | Julie Emmerman             |
| 2015      | Andrea Dvorak              | Kristin Armstrong          | Amber Neben                |
| 2016      | Tara Whitten               | Kristin Armstrong          | Carmen Small               |
| 2017      | Allie Dragoo               | Sara Poidevin              | Jasmin Glaesser            |
| 2018      | Annulée                    |                            |                            |
| 2019      | Emma Grant                 | Jasmin Duehring            | Jennifer Luebke            |